# Планта, Аннина фон
Анни́на фон Пла́нта (нем. Annina von Planta; род. 1980) — швейцарская кёрлингистка.

## Достижения
- Чемпионат Европы по кёрлингу: золото (1996).

## Команды
| Сезон | Четвёртый  | Третий          | Второй               | Первый        | Запасной                               | Турниры |
| ----- | ---------- | --------------- | -------------------- | ------------- | -------------------------------------- | ------- |
| 1996  | Мирьям Отт | Марианн Флотрон | Франциска фон Кенель | Каролин Бальц | Аннина фон Планта тренер: Эрика Мюллер | ЧЕ 1996 |

(скипы выделены полужирным шрифтом)